# Кирхен (Зиг)
Кирхен (њем. Kirchen) град је у њемачкој савезној држави Рајна-Палатинат. Једно је од 119 општинских средишта округа Алтенкирхен (Вестервалд). Према процјени из 2010. у граду је живјело 8.893 становника. Посједује регионалну шифру (AGS) 7132063.

## Географски и демографски подаци
Кирхен се налази у савезној држави Рајна-Палатинат у округу Алтенкирхен (Вестервалд). Град се налази на надморској висини од 230 метара. Површина општине износи 39,6 km². У самом граду је, према процјени из 2010. године, живјело 8.893 становника. Просјечна густина становништва износи 225 становника/km².